# Universitas Negeri Jakarta
Universitas Negeri Jakarta – indonezyjska uczelnia publiczna z siedzibą w Dżakarcie, założona w 1964 roku. Dawniej nosiła nazwę Institut Keguruan dan Ilmu Pendidikan (IKIP) Jakarta.